# Donna Hilton
Donna Maree Hilton (Auckland, 28 de febrero de 1968) es una deportista neozelandesa que compitió en judo. Ganó tres medallas en el Campeonato de Oceanía de Judo entre los años 1983 y 1992.

## Palmarés internacional
| Campeonato de Oceanía | Campeonato de Oceanía      | Campeonato de Oceanía | Campeonato de Oceanía |
| Año                   | Lugar                      | Medalla               | Categoría             |
| --------------------- | -------------------------- | --------------------- | --------------------- |
| 1983                  | Numea (Francia)            | Medalla de bronce     | –48 kg                |
| 1990                  | Papeete (Francia)          | Medalla de plata      | –48 kg                |
| 1992                  | Wellington (Nueva Zelanda) | Medalla de oro        | –48 kg                |